# 肯尼·菲尔兹
肯尼思·亨利·菲尔兹（英語：Kenneth Henry Fields，1962年2月9日—），美国NBA联盟职业篮球运动员。他在1984年的NBA选秀中第1轮第21顺位被密尔沃基雄鹿选中。